# كنيسة غارابت المقدس
كنيسة غارابت المقدس (بالفارسية: کلیسای گاراپت مقدس) هي كنيسة تاريخية تعود إلى عصر الدولة البهلوية، وتقع في عبادان.